# Oclusiva epiglotal ejetiva
A oclusiva epiglotal ejetiva é um tipo raro de fonema ejetivo, usado em algumas línguas faladas. O símbolo no Alfabeto Fonético Internacional que representa este fonema é ⟨ʡʼ⟩.

## Características
- Sua forma de articulação é oclusiva, ou seja, produzida pela obstrução do fluxo de ar no trato vocal.[1]
- Como a consoante também é oral, sem saída nasal, o fluxo de ar é totalmente bloqueado e a consoante é uma plosiva.[1]
- Seu local de articulação é epiglótico, o que significa que está articulado com as pregas ariepiglóticas contra a epiglote.[1]
- Sua fonação é surda, o que significa que é produzida sem vibrações das cordas vocais.[1]
- É uma consoante oral, o que significa que o ar só pode escapar pela boca.[1]
- É uma consoante central, o que significa que é produzida direcionando o fluxo de ar ao longo do centro da língua, em vez de para os lados.[1]
- O mecanismo da corrente de ar é ejetivo (glotálico egressivo), o que significa que o ar é forçado para fora bombeando a glote para cima.[1]

## Ocorrência
Esse fonema foi reportado na língua dargwa.